# Kristalina Georgieva
Kristalina Ivanova Georgieva (em búlgaro: Кристалина Иванова Георгиева), (Sófia, 13 de agosto de 1953) é uma política búlgara e uma funcionária pública internacional. Foi diretora-geral do Banco Mundial entre 2017 e 2019 é a atual diretora-geral do Fundo Monetário Internacional.
Ela se especializou em economia entre 1977 e 1993, antes de ingressar no Banco Mundial, onde se tornou vice-presidente em 2008. Foi nomeada para a Comissão Europeia em 2009, sob proposta do governo conservador búlgaro, e obtém o portfólio de cooperação internacional.
Ela é confirmada em 2014 no executivo da comunidade, onde ocupa o cargo de terceira vice-presidente da Comissão Europeia, delegada para Orçamento e Recursos Humanos. Renunciou no final de 2016 para assumir o cargo recém-criado de Diretora Executiva do Banco Mundial. Nesse cargo, ela assumiu a presidência da instituição por algumas semanas no início de 2019.

## Candidatura à direção do FMI
Em julho de 2019, seu nome é mencionado para assumir a presidência da Comissão Europeia. Ela então se candidata à sucessão de Christine Lagarde quanto a direção-geral do Fundo Monetário Internacional (FMI). Em 2 de agosto de 2019, após a demissão deste e longas negociações, Kristalina Georgieva é nomeada pelos países da União Europeia para liderar o FMI, obtendo o apoio de 56% dos países que representam 57% da população. UE, contra o holandês Jeroen Dijsselbloem. Como a gestão do FMI é tradicionalmente reservada aos europeus, é provável que ela ganhe a liderança da instituição internacional; no entanto, será necessária uma modificação de seus estatutos, já que Georgieva excede a idade limite de 65.